# Los Focos
Los Focos fue un antiguo poblado chabolista de Madrid.
Se encontraba entre la Avenida de Daroca, la Avenida de Guadalajara, la Carretera de Vicálvaro y el propio distrito de Vicálvaro, perteneciendo administrativamente al distrito de San Blas-Canillejas y en una zona muy próxima a las viviendas habitadas de dicho distrito. Estaba formado por chabolas y viviendas prefabricadas creadas para realojar a los vecinos cuyas casas se estaban hundiendo mientras se construían sus nuevas viviendas, durante finales de los años 80 y principios de los 90, llegó a ser el mayor poblado chabolista de España. Fue también uno de los mayores puntos de venta de droga de Madrid y foco de delincuencia para toda la zona próxima al poblado, hecho que provocó las protestas de los vecinos que pedían su desmantelamiento.
Fue desmantelado a mediados de los años 90 para albergar la urbanización de Las Rosas. Tras su desmantelamiento, parte de sus habitantes fueron realojados en casas prefabricadas en La Rosilla (Madrid), el cual posteriormente se convirtió en un importante punto de venta de droga. Actualmente, en sus terrenos se encuentra parte de la urbanización de Las Rosas y el Centro Comercial Las Rosas.